# جيل شتاين
جيل شتاين (بالإنجليزية: Gil Stein) هو عالم آثار أمريكي، ولد في 9 يناير 1956.